# Visual Basic .NET
Visual Basic .NET (VB.NET) er et objektorienteret programmeringssprog, og Microsofts efterfølger til programmeringssproget Visual Basic (VB). Visual Basic .NET er et fuldgyldigt sprog på .NET platformen, men er dog ikke lige så stort som C#.
Visual Basic og Visual Basic .NET, ligner hinanden en smule, men der er dog en del forskelle, og sprogene kan ikke blandes.
Der er indtil videre blevet lavet tre udgaver: 
-Visual Basic .NET, som udkom i 2002 sammen med Visual C# og ASP.NET.
-Visual Basic .NET 2003, som blev udgivet sammen med .NET Framework 1.1.
-Visual Basic .NET 2005 som er den nyeste version og indeholder en masse nye funktioner i forhold til de tidligere udgaver. Fx Data Source binding, der gør database client/server udvikling nemmere. 

Herunder følger to eksempler på to små "programmer" skrevet i henholdsvis Visual Basic og Visual Basic .NET. Begge kommer op med en message box/dialogboks, hvor der står "Hello World!".
Visual Basic:
```
 Private Sub Command1_Click()
  
    MsgBox "Hello World!"
  
 End Sub

```

Visual Basic .NET:
```
Private Sub button1_Click(ByVal sender As System.Object, ByVal e As System.EventArgs) Handles button1.Click
  
    MsgBox ("Hello World!")
  
 End Sub

```

| Programmering | Spire Denne artikel om datalogi eller et datalogi-relateret emne er en spire som bør udbygges. Du er velkommen til at hjælpe Wikipedia ved at udvide den. |